# كليف برومباف
كليف برومباف (بالإنجليزية: Cliff Brumbaugh)‏ هو لاعب كرة قاعدة أمريكي، ولد في 21 أبريل 1974 في ويلمنغتون في الولايات المتحدة.

## وصلات خارجية
- كليف برومباف على موقع دوري كرة القاعدة الرئيسي (الإنجليزية)
- كليف برومباف على موقع الدوري الياباني لكرة القاعدة (الإنجليزية)
- كليف برومباف على موقع دوري كوريا الجنوبية لكرة القاعدة (الإنجليزية)
- كليف برومباف على موقعبيزبول رفرنس.كوم (الدوري الرئيسي) (الإنجليزية)
- كليف برومباف على موقعبيزبول رفرنس.كوم (الدوري الثانوي) (الإنجليزية)
- كليف برومباف على موقع إي إس بي إن.كوم (أم.أل.بي) (الإنجليزية)
- كليف برومباف على موقع مشجعي الرسوم البيانية (الإنجليزية)
- كليف برومباف على موقع مشجعي الرسوم البيانية (الإنجليزية)